# Gare de Miramas
La gare de Miramas est une gare ferroviaire française des lignes de Paris-Lyon à Marseille-Saint-Charles, d'Avignon à Miramas et de Miramas à l'Estaque, située à l'ouest de la ville, sur le territoire de la commune de Miramas, dans le département des Bouches-du-Rhône, en région Provence-Alpes-Côte d'Azur.
C'est une gare de la Société nationale des chemins de fer français (SNCF), desservie par des TGV inOui. Elle est également une gare régionale desservie par trains express régionaux TER Provence-Alpes-Côte d'Azur circulant entre Miramas et Marseille-Saint-Charles.

## Situation ferroviaire
Gare de bifurcation, elle est située au point kilométrique (PK) 809,280 de la ligne de Paris-Lyon à Marseille-Saint-Charles et au PK 68,536 de la ligne d'Avignon à Miramas. Elle est également l'origine de la ligne de Miramas à l'Estaque. Son altitude est de 49 m.

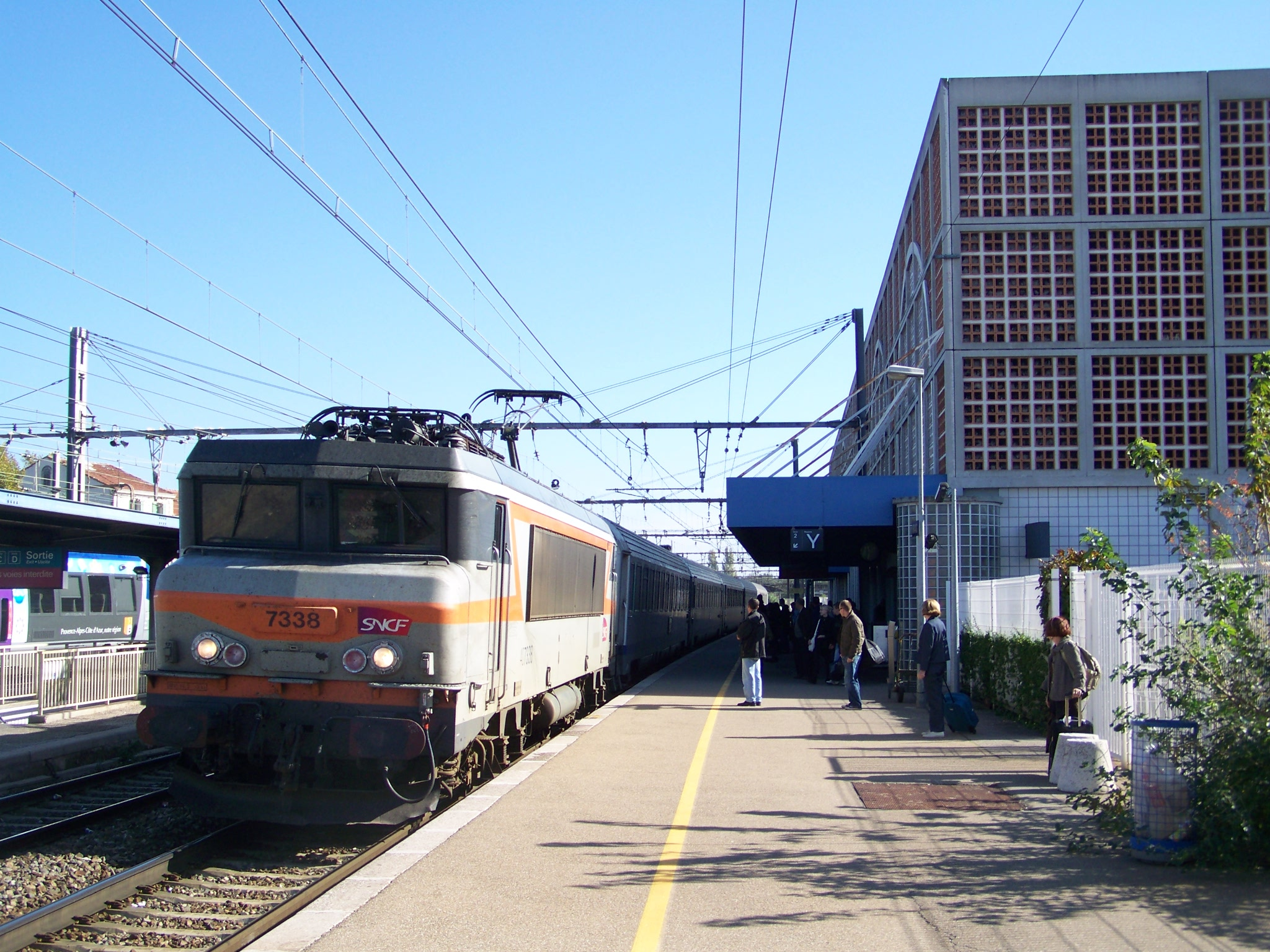
La gare avec un TER Marseille-Lyon à quai.

## Histoire

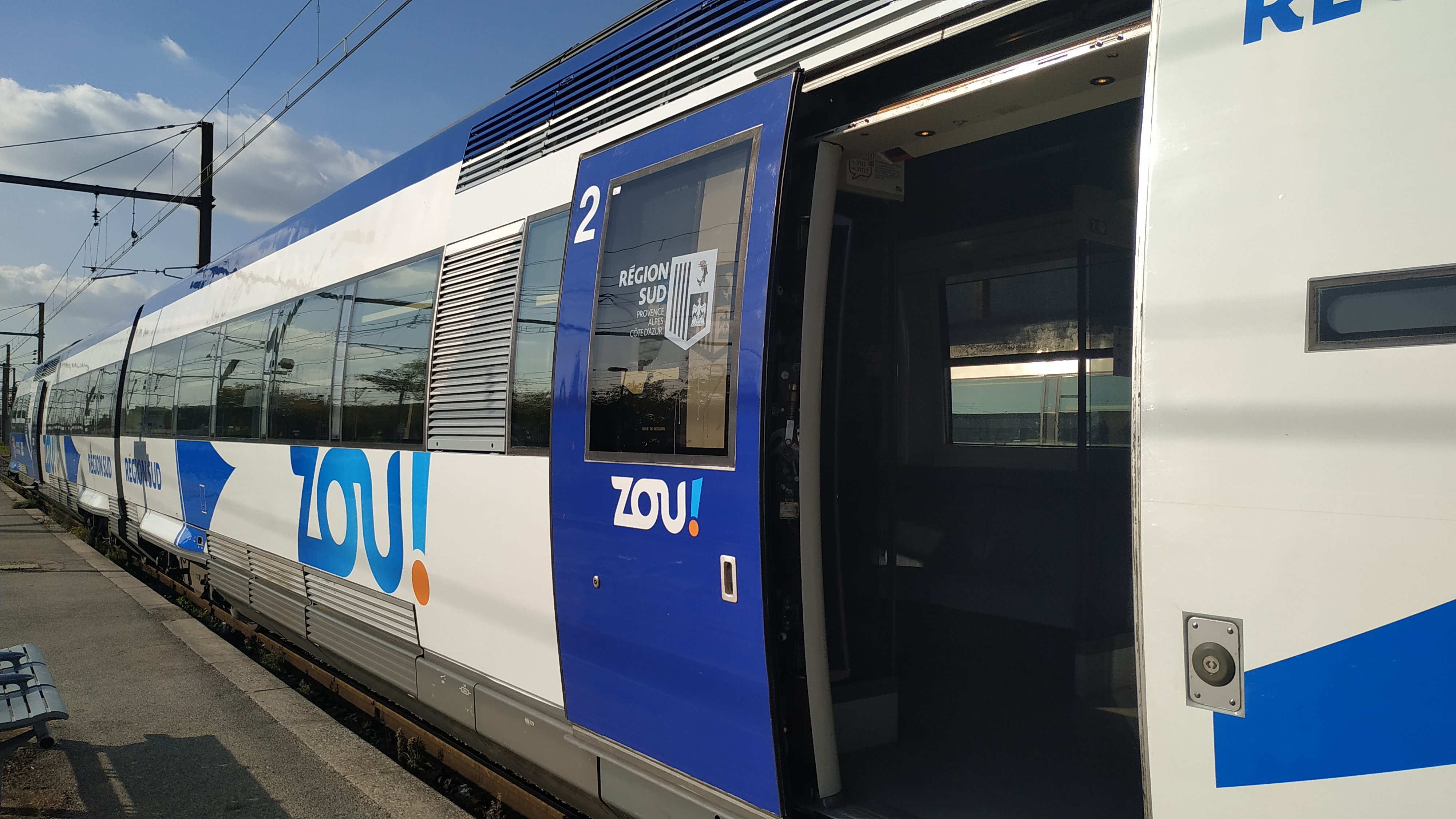
X TER assurant habituellement la desserte vers Marseille via la Côte Bleue.

Miramas entre dans l'histoire ferroviaire dès les débuts de ce mode de transport ; la commune est l'un des sites d'implantation d'un débarcadère dans le projet de la ligne Lyon - Marseille, adopté le 1er mai 1842. Lors de la réunion du conseil municipal du 25 mai 1845, le maire Augustin Amet propose une station près du pont du Moutonnet. Le lieu n'étant pas adapté, l'endroit finalement retenu est la ferme du Pasty, ou Paty, située au lieu-dit la Bivoie d'Entressen à plus de 3 km du village. À l'ouverture de la ligne le 8 janvier 1848, la nouvelle station est nommée Constantine où un nouveau quartier va se constituer.
Le trafic ferroviaire augmente rapidement, et un projet de gare de triage se concrétise. Avec son ouverture en 1893, l'importance de l'activité amène de nouveaux habitants travaillant notamment pour les chemins de fer. Le 26 avril 1894, un décret confirme l'évolution du quartier qui devient Miramas-Gare, chef-lieu communal ; l'ancien village prend le nom de Miramas-le-Vieux.

## Fréquentation
De 2015 à 2023, selon les estimations de la SNCF, la fréquentation annuelle de la gare s'élève aux nombres indiqués dans le tableau ci-dessous.
| Année                      | 2015    | 2016    | 2017    | 2018    | 2019    | 2020    | 2021    | 2022    | 2023    |
| -------------------------- | ------- | ------- | ------- | ------- | ------- | ------- | ------- | ------- | ------- |
| Voyageurs                  | 636 861 | 625 844 | 666 781 | 617 949 | 668 063 | 423 780 | 551 184 | 682 995 | 716 877 |
| Voyageurs et non voyageurs | 796 076 | 782 305 | 833 476 | 772 436 | 835 079 | 529 726 | 688 980 | 853 744 | 896 096 |

## Service des voyageurs

### Accueil

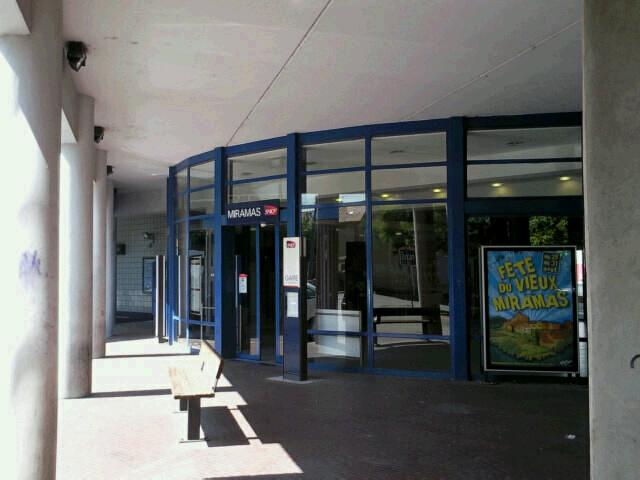
L'entrée du bâtiment voyageurs.

La gare dispose d'un personnel permanent. Le bâtiment voyageurs est ouvert tous les jours avec deux guichets et une borne de réservation automatique.

### Desserte
Miramas est desservie par plusieurs types de relations : deux TGV quotidiens Paris - Miramas dans les deux sens, et des trains TER Provence-Alpes-Côte d'Azur sur la ligne 07 Marseille - Miramas (via Port de Bouc ou Rognac), la ligne 08 Marseille-Arles-Tarascon-Avignon, la ligne 09 Marseille-Avignon (via Salon ou Cavaillon), la ligne 10 Marseille-Avignon-Orange-Valence et la ligne 11 Marseille-Nîmes-Montpellier.

### Intermodalité
Un local d'informations du réseau de bus Ulysse est présent en gare. Un parc pour les vélos y est aménagé.

## Service des marchandises
Cette gare est ouverte au service du fret.

## Gare de triage
L'avenir de l'importante gare de triage de Miramas, dans le projet SNCF de réorganisation du Fret, est au centre des préoccupations de la population locale, du fait notamment des emplois liés.
Le document de référence du réseau ferré national (DRR) de 2023 indique que Miramas est l'une des quatre gares de triage à la gravité du réseau et dessert 4 installations terminales embranchées (ITE).

## Iconographie
- Miramas-Gare - avenue de la Gare, carte postale ancienne.
- Passage d'un train militaire en gare de Miramas, carte postale ancienne.
- Miramas - Gare - intérieur de la gare, carte postale ancienne.
- Miramas : la gare P.L.M., carte postale ancienne.
- Miramas - Gare : passage à niveau, cliché A. Parrand, carte postale ancienne.
- Miramas - Gare : vue panoramique du triage P.L.M., carte postale ancienne.
- Miramas - Gare : intérieur de la gare - arrivée d'un express, carte postale ancienne.